# Hrašćinski meteorit
Hrašćinski meteorit je željezni meteorit koji je 26. svibnja 1751. pao kod mjesta Hrašćina (Hrvatsko zagorje). To je prvi siderit (metalni meteoriti) kojemu je zabilježen pad. Prvi je i najveći primjerak jedne od najvećih i najstarije zbirke meteorita na svijetu, zbirke Prirodoslovnog muzeja u Beču. Na njegovu je prerezu Alois von Beckh Widmanstätten uočio kristalografsku strukturu jedinstvenu za željezne meteorite.
Tog su dana na polje u selu Domovcu pala dva meteorita, težine 39,76 i 8,96 kg. Veći se danas čuva u Prirodoslovnom muzeju u Beču. Polirana pločica tog meteorita (mase svega 0,56 grama) nalazi se i u Zagrebačkome prirodoslovnom muzeju. No, Hrašćinjani su dio meteorita raskomadali i prekovali u čavle. Bio je to prvi ikad dokumentiran pad, popraćen zapisnikom, nizom akademika u njegovu proučavanju i otkrića koja su izmijenila tadašnju astronomsku znanost. Meteorit je isprepletena struktura velikih kristala čistog željeza i nikla, tad nazvana "Agramit" u čast gradu Zagrebu.
Temeljem protokola biskupa baruna Franje Klobušickog i činjenica da su ti svježe pali meteoritit bili rastopljene metalne kore, Ernst Chladni je 1794. predložio zamisao da su meteoriti podrijetlom iz vanjskog svemira.
Ispravu o padu meteorita kod Hrašćine sastavio je generalni vikar Zagrebačke biskupije Vuk Kukuljević 6. kolovoza 1751. Taj prvi dokument o saslušanju očevidaca o padu meteorita na zemlju, čuva se u knjižnici bečkoga Prirodoslovnog muzeja. Zabilježeno je da se oko 18 sati na nebu u smjeru prema istoku pojavila vatrena kugla koja se, uz tutnjavu nalik topovskoj, rasprsnula u dva komada praćena gorućim tragom, a pri padu na zemlju, tutnjava je bila još jača. Komad meteorita Hrašćinjani su odnijeli u župni dvor, a vijest je došla i do zagrebačkog biskupa koji je poslao kanonike da preslušaju svjedoke. Od zapisa o željeznom hrašćinskom meteoritu pa do sljedećeg - o meteoritu pronađenom kod Barbotana u Francuskoj prošlo je gotovo 40 godina. Nakon tog pada, muzeji, kraljevi skupljači i Vatikan kreću u skupljanje "svemirskog kamenja", meteorita, pa stoga ovaj pad meteorita ima veliku važnost za znanost.

## Widmanstättenove figure
Widmanstättenove figure su posebne crte koje se javljaju kod kristala u legurama željeza i nikla, a mogu se naći u metalnim meteoritima i zato su osnova za razlikovanje izvanzemaljskoga od zemaljskog željeza. Ravnatelj tvornice porculana u Beču, Alois von Beckh Widmanstätten obavio je ispitivanje Hrašćinskog meteorita, tako što je izbrusio i polirao jednu pločicu meteorita i podvrgao je visokoj temperaturi. Tada su nastale pravilne, Widmannstaettenove linije, koje su od tada osnova za razlikovanje izvanzemaljskoga od zemaljskog željeza.
Hrašćinski meteorit pomogao je da se razriješe neke znanstvene dvojbe. Englez B. Thompson 1804., na tzv. Pallasovu meteornom željezu proučavao je skupine usporednih linija koje se međusobno pravilno križaju. To zagonetno željezo bio je pronašao potkivač Medvedev 1749. u Sibiru (Krasnojarsk). Da je to meteorit zaključio je nakon vrlo pomnog proučavanja Ernst Chladni. No pad tog meteorita nitko nije vidio. Sad je, međutim, Alois von Beckh Widmanstätten 1808. iste takve figure otkrio i na hrašćinskom meteoritu. Kako je njegov pad "s neba" bio je neprijeporan, posredno je dokazao također da je Pallasovo željezo zaista meteorit. Tako je Hrašćinski meteorit upisan u svjetske kataloge i baze podataka kao prvi meteorit čiji je pad detaljno i službeno zapisan.

## Siderit
Siderit (prema grč. σίδηρος: željezo) je željezni meteorit. Sadrži slitinu željeza i nikla s primjesama. Pri manjem udjelu nikla oblikuje se kristal kamacita (Fe14Ni), pri većem kristal tenita (F6Ni). Katkada siderit može sadržavati primjese troilita (željezni monosulfid), kohenita (karbid) ili silikate. Prema strukturi razlikuju se ataksit, koji obiluje niklom i nema Widmanstättenove figure, i oktaedrit i heksaedrit, koji sadrže manje nikla i imaju Widmanstättenove figure. Iako je u svemiru znatno manje željeznih nego kamenih meteoroida, u zbirkama meteorita sideriti čine 90% mase; otporniji su na veliki tlak i zagrijavanje od kamenih meteorita pa se češće očuvaju prilikom prolaska kroz Zemljinu atmosferu, a u prirodi se relativno lako prepoznaju kao izvanzemaljska tijela.

## Sastav i uzorci
Hrašćinski meteorit je željezni meteorit koji ima sljedeći sastav:
Fe 89% (željezo), Ni 10.5% (nikal), Ge 0,00894% (germanij), Ga 0,00745% (galij), Ir 0,0013% (iridij).
Veći uzorak od 39 kilograma se nalazi u Prirodoslovnom muzeju u Beču.  Drugi uzorak od 44 grama je nedavno u privatnoj zbirci, treći od 20 grama se nalazi u Berlinu, uzorak od 9,8 grama se nalazi u Natural History Museum u Londonu, i još nekoliko manjih uzoraka u drugim ustanovama.